# Reykdalssagan
Reykdalssagan (Ohlmarks: Reykdölasagan, isl. Reykdæla saga ok Víga-Skútu) är en av islänningasagorna. Den utspelar sig i Reykjadalen på norra Island. Reykjadalen ligger rakt norr om Mývatn och leder fram till bukten Skjálfandi. Handlingen i hednisk tid, före år 1000.

## Handling
Sagan handlar om Åskel gode, som bodde på gården Hvamm i Reykjadalen, om hans son Viga-Skuta, och om systersönerna Vemund och hans bröder. Huvudtemat är denna ätts tvister med eyfjordingarna, Steingrim på Kropp och Viga-Glum.

## Tillkomst, manuskript och översättning
Sagan är troligen skriven under åren 1240-1250. En mindre del av sagan finns bevarad i pergamentshandskriften AM 461 qu. från 1400-talet. För övrigt finns den i senare pappershandskrifter. Sagan trycktes först i Köpenhamn år 1830, som en del av Íslendinga sögum II. bindi.
Sagan är översatt till svenska av Åke Ohlmarks (1964).